# Grito de Dolores
Grito de Dolores var Miguel Hidalgos opfordring til gøre Mexico uafhængig. Talen blev holdt den 16. september 1810 i byen Dolores, tæt på Guanajuato. Titlen på talen er på spansk et ordspil, da "Grito de Dolores" kan betyde både "Råbet fra (byen) Dolores" og "Et råb af smerte", der udtrykker den smerte, som det spanske styre pådrog Mexico.
Hidalgo ringede med kirkeklokken for at samle sin menighed, hvorefter han opfordrede til at Mexico blev gjort uafhængig, at alle spaniere i Mexico blev sendt i eksil eller arresteret, og endte med at udbryde "Mexicanos, viva México!" ("Mexicanere, længe leve Mexico!").
Mexicos uafhængighed blev anerkendt af den spanske vicekonge i 1821. Siden da har Mexicos præsident hvert år kl. 23.00 om aftenen den 15. september, haft tradition for at ringe med Hidalgos klokke (nu i Nationalpaladset på Zócalo'en i Mexico City) samt gentaget Hidalgos ord.